# 中間負片
中間負片，中間片的一種，是用作印製放映拷貝的電影底片，以作發行至電影院放映。傳統工序上，電影拍攝後的負片 (OCN) 剪接至正確次序，印在有黏著力的中間片上，作色彩校正用的中間正片。從中間正片產生出的校正拷貝片(Answer print)，包含了經色彩校正的影像及已同步化的聲軌。Answer print一旦被核准後會印作中間負片，以複製成拷貝正片，送至電影院作放映用。

## 流程
中間負片在電影工業擔任重要的角色。
中間負片基本上物料和成分和中間正片一樣。以以下傳統流程解釋中間片的重要性：
- 攝影機操作員把正像攝在負片上，成為負像；
- 剪接好了後的負片印在中間正片上；
- 中間正片再一次色彩校正，印在中間負片上；
- 最後中間負片印在拷貝正片上推出放映。

當中間負片印製拷貝至一定磨損程度，會從中間正片中加印一條中間負片，以繼續印製拷貝。
有人認為為何不直接以OCN作原版母片印在拷貝正片上，原因是OCN每當經過印片機時會有度損耗的風險。由於OCN是唯一的原料素材，這種風險是令人不能承受的。

## 另外詳見
- 中間片
- 中間正片
- 拷貝正片